# Opération liberté
Pour plus de détails, voir Fiche technique et Distribution.
Opération liberté (Eto sladkoye slovo - svoboda, Это сладкое слово — свобода!), est un film dramatique et politique soviétique de Vytautas Žalakevičius sorti en 1972.
Il s'agit du deuxième volet de la trilogie latino-américaine, dont le premier film est Toute la vérité sur Christophe Colomb (ru) et le troisième Les Centaures. Il est présenté au 8e Festival international du film de Moscou, où il remporte le prix d'or. Le film a été tourné au Chili peu avant le coup d'État du 11 septembre 1973. L'intrigue est inspirée de faits réels : l'évasion de la prison de San-Carlos au Venezuela de trois prisonniers politiques : Guillermo García Ponce, Pompeyo Márquez et Teodoro Petkoff.

## Synopsis
Dans un pays d'Amérique latine indéterminé, les militaires prennent le pouvoir à la suite d'un coup d'État. L'armée est déployée dans les rues et la population civile est soumise à une terreur intense. Une vague d'arrestations s'ensuit et d'anciens sénateurs, libéraux et communistes, sont emprisonnés.
Les patriotes emprisonnés élaborent un plan pour leur libération. Un petit magasin situé en face de la prison est acheté au nom de Francisco et Maria Vardes. Il est décidé de construire secrètement, à partir du sous-sol, un tunnel de 90 mètres jusqu'à l'enceinte de la prison.
Les trois années de lutte contre le régime militaire, de morts et de désespoirs ne seront pas vaines. Les détenus s'enfuient, mais le plus âgé d'entre eux, le sénateur Miguel Carrera, est victime d'un infarctus. Il meurt dans une planque à la veille d'une rencontre avec des journalistes.

## Fiche technique
- Titre français : Opération liberté ou Le Doux Mot de liberté ou Ce doux nom de liberté[2],[3]
- Titre original russe :  Eto sladkoye slovo - svoboda, О спорт, ты — мир!
- Titre lituanien : Tas saldus žodis – laisvė
- Réalisation : Vytautas Žalakevičius
- Scénario : Vytautas Žalakevičius, Valentin Iejov
- Photographie : Vladimir Nakhabtsev (ru)
- Musique : Viatcheslav Aleksandrovitch Ovtchinnikov
- Décors : Levan Chenguelia (ru)
- Société de production : Mosfilm, Lietuvos kino studija
- Pays de production :  Union soviétique
- Langue originale : russe
- Format : couleur par Sovcolor
- Genre : drame politique
- Durée : 154 minutes
- Dates de sortie : 
  - Union soviétique : 20 novembre 1972 (sortie limitée) ; 22 octobre 1973 (Moscou)
  - France : 5 juin 1975

## Distribution
- Regimantas Adomaitis : Francisco Vardes, dit « Pancho Vardes »
- Irina Mirochnitchenko : Maria
- Ion Ungureanu (ro) : Alberto Ramirez, sénateur communiste
- Bronius Babkauskas (ru) : Miguel Carrera, sénateur
- Juozas Budraitis : Felicio, maître chanteur
- Lorents Arouchanian (hy) : Walter Conde, sénateur
- Rodion Nahapetov : Benoît
- Mihai Volontir : Carlos Caro
- Rasim Balayev : l'un des patriotes exécutés